# Szoboszlai Pap István
Szoboszlai Pap István (Újfehértó, 1786. november 12. – Debrecen, 1855. augusztus 14.) református lelkész, a Tiszántúli református egyházkerület püspöke 1841-től haláláig, királyi tanácsos, egyházi író.

## Élete
Újfehértón született, ahol apja földbirtokos volt. Anyai nagybátyja, Sárváry Pál felügyelete alatt Debrecenben tanult 1797-től, közben egy évet a német nyelv kedvéért Késmárkon töltve. Tanulmányai végeztével 1810-től két évig főiskolai köztanító, egyig contrascriba, illetőleg senior volt; ekkor néha templomi szónoklatokat is végzett. Miután a debreceni egyház 1813-ban ispotályi pappá választotta, ez állásának elfoglalása előtt külföldre ment, ahol 1815 elején a göttingeni egyetemre iratkozott be. Ez év végén hazatért és megkezdte hivatalát, melyről 1819 belvárosi lelkészségre léptették elő. 1825-27-ben országgyűlési papságot is viselt. 
Szónoki hírneve 1827-ben a tiszántúli egyházkerületnek al-, 1832-ben főjegyzőségét szerezte meg számára, míg végül 1841-ben a püspöki széket foglalta el. A kormány részéről szintén több rendbeli kitüntetésben részesült, így 1854-ben a vaskorona vitéze lett, amit aulikus magatartással viszonzott. Pénzbeli javadalmazásban is akarták részesíteni, de azt nem fogadta el, noha papi fizetése 400 (későbbi éveiben 600), püspöki tiszteletdíja pedig csak 300 forint volt, s egyszerű életmódja mellett is sokat nélkülözött, holta után pedig adósságot hagyott. A magyar protestáns egyház szervezete ügyében Bécsben 1855 május-júniusában tartott értekezleten vezérszerepet vitt.

## Munkái
- Mélt. gróf Kis Rhédei Rhédei Lajos ő Nsgának, Bihar vármegye főispányi administratorának, kedves grófnéjával, Báji Patai Susánna asszonynyal szerencsésen tett házassági egybekelését örvendező versekkel tisztelni igyekezett Debreczenben, decz. 11. 1813. Debreczen
- Az ember mind az időnek, mind az örökkévalóságnak részese. Halotti elmélkedés, mellyet néh. Molnár Sándor ur utolsó tisztességének megadásakor mondott Vértesen. Febr. 6. 1818. Uo.
- Patriotische Betrachtung, mit welcher am erfreulichen Geburtstage Sr. Majestät Franz des Ersten ... bey der dieses Fest feyernden ref. Debreziner Gemeinde ... zur Erfüllung ihrer Unterthanen-Pflichten am 12. Febr. 1821. ermunterte. Aus dem Ungarischen übers. Pesth
- Miképpen lehet a gyermektelen özvegy asszony anyává? Halotti elmélkedés, mellyet nemes Molnár Susánna asszonynak néhai nemes Baranyi István úr elmaradott özvegyének utolsó tisztességének megadására készített és a debreczeni ref. ekklésia kis templomában Decz. 7. 1821. elmondott. Debreczen
- A lelki esméreteknek jó tanúbizonyságáról. Halotti elmélkedés, mellyet néh. Halasi Sámuel urnak ... utolsó tisztességének megadására készített és a kis templomban máj 3. 1824. elmondott. Uo. 1824
- A keresztyén prokátornak leirása. Halotti elmélkedés, mellyet néh. T. N. és Nz. Szendrői Aszalay Pál urnak utolsó tisztességének megadására készített és május 15. 1824. elmondott. Uo. 1824
- Érdem-oszlop, mellyet néh. Szala-Kapolcsi Domokos Lőrintz úrnak, sok rendbeli jeles érdemeiből összerakott és utolsó tisztességének méltó megadására halotti elmélkedésben, a nagyváradi ref. templomban, aug. 15. 1825. élő szóval megmutogatott. Ugyanott, 1825
- Az igazságot szerető és követő előljáró. Halotti elmélkedés, mellyet néh. Vonza-Böszörményi Böszörményi Pál úrnak, szab. kir. Debreczen városa fő-birájának érdemlett utolsó tisztességének megadására készített és febr. 5. 1825. elmondott. Uo. 1825
- Halotti elmélkedés, mellyben az országgyűlésen jelenlévő helv. vallástételt követő Rendeknek, az ő csász. és apost. kir. felsége Első Ferencznek szerencsés meggyógyulásán való jobbágyi örömét, az e végre tartott hálaadó ünnepen elő adta Pozsonyban ápr. 12. 1826. Pozsony
- Diétai prédikáczió, mellyet az országgyűlése végén a berekesztést megelőzött vasárnapon aug. 12. 1827. Pozsonyban a helv. vallástételt követő rendek gyülekezetében mondott. Uo.
- Diétai prédikácziók, mellyeket az 1825. 26. és 27. országgyűlés alatt az ott jelen volt helv. vallástételt követő rendeknek egyh. sz. gyülekezetében mondott. Debreczen, 1828. arczk.
- Könyörgések, egyházi beszédek és prédikácziók, mellyeket a napkeleti cholera-nyavalya közelgetésekor, pusztítása alatt s megszünése után, a helv. vallástételt követő debreczeni sz. gyülekezet számára, az 1831. eszt. júl. aug. és szept. hónapjaiban készített, s részszerint csak kiosztatott, részszerint élő szóval elmondott, most pedig egybe szedve kiadott. Uo. 1831
- Halotti elmélkedés, mellyet néh. Szentgyörgyi József úrnak érdemlett utolsó tisztessége megadására készített s jan. 3. 1832. elmondott. Uo. 1832
- Gyászoló elmélkedés, mellyet dicsőült királyunk Első Ferencz ő csász. királyi Felsége elhunytának szomorú alkalmával, midőn ns. szab. kir. Debreczen városa ... a felejthetetlen fejedelem emlékezetének ... gyász innepet szentelne ... márcz. 27. 1835. elmondott. Uo.
- Halotti elmélkedés, mellyet néh. Ercsei Dániel urnak utolsó érdemlett tiszteletére készített s febr. 25. 1836. elmondott. Uo. 1836
- A ref. püspök hivatali minősége. Pápa, 1845 (örömünnep Nagy Mihály ev. ref. püspök beiktatása alkalmával)
- Márczius tizenötödik év fordulati országos ünnepély alkalmával a debreczeni helv. hitv. egyház nagy-templomában előmondott könyörgés (Debreczen), 1849
- Egyházi beszéd, melyet I. Ferencz József ő csász. kir. apost. felségének születés-napja ünnepén az 1854. aug. 18. elmondott. Uo.
- Confirmatióra s ur asztalához először járulhatásra készítő rövid vallásos oktatás kérdések és feleletekben. Uo. 1856 (2. kiadás 1856., 4. k. 1858., 11. k. 1880. 13. k. 1883. Uo.)
- Ünnepi, alkalmi és közönséges egyházi beszédek. Készítette néh ... Uo. 1857, három kötet (2. kiadás 1862., 3. k. 1871. Uo.)
- Halotti beszédek. Készítette néh ... Uo. 1858, három kötet
- Egyházszertartási beszédek. (Ágendák). Uo. 1858 (2. kiadás. Ugyanott, 1868)
- Ünnepi, alkalmi és halotti imádságok. Uo. 1868 (A 19-23. sz. munkákat Révész Bálint ref. lelkész rendezte sajtó alá)
- Halotti elmélkedés, mellyben néhai nagytiszteletű s tudós Nagy István úrnak, a helv. vallástételt követő hajdú-böszörményi sz. ekklésia felejthetetlen prédikátorának utolsó tisztessége megadására elmondott Szoboszlai Pap István. Debreczen : Tóth Ferencz Nyomda, 1832
- Könyörgések és prédikációk a kolerajárvány idején. Debrecen, 1831; szöveggond., előszó, szerk. Győri L. János; Tiszántúli Református Egyházkerület, Debrecen, 2020 (Református művelődéstörténeti füzetek)

Egyházi beszédek vannak tőle a Pesten 1841 és 1845-ben kiadott Egyházi beszédek cz. két kötetes gyűjteményben, a II. kötetben P. kőnyom. arczképével; az 1848-ban Debreczenben megjelent Beszédek Török József tanárnak beiktatása alkalmával cz. munkában, a Különféle Papi Dolgozatokban (Uj F. 1860. II.); és költeménye a Pallas Debrecinában (1828); lefordította Körner, Ima a harczban cz. költeményét, mely az Igaz Sámuel Hebejében (1826) jelent meg.
Levelei az 1825-1827. évi országgyűlésről. (Adalékok a m. tudom. akadémia megalapítása történetéhez. Budapest, 1877. Közli Révész Imre). A «bécsi tanácskozás» tárgyalásairól vezetett naplóját kivonatosan Tóth Sámuel (1894) adta ki.